# Pinguicula mesophytica
Pinguicula mesophytica este o specie de plante carnivore din genul Pinguicula, familia Lentibulariaceae, ordinul Lamiales, descrisă de S. Zamudio. Conform Catalogue of Life specia Pinguicula mesophytica nu are subspecii cunoscute.